# 每日野獸
《每日野獸》（英語：The Daily Beast，又譯為《野兽日报》）是一家美國新聞網站，2008年10月6日上線，由IAC/InterActiveCorp持有。2014年月瀏覽量達1700萬。

## 歷史
《每日野獸》在2008年10月6日上線，屬IAC/InterActiveCorp旗下。其名來自伊夫林·沃1938年出版的小說《獨家新聞》（Scoop）中的一份虛構報紙。
2010年11月12日，《每日野獸》和《新聞週刊》宣佈合併，形成新聞週刊每日野獸公司（The Newsweek Daily Beast Company）。2013年8月3日，IAC將《新聞週刊》賣給《国际财经时报》 的母公司IBT Media。

## 外部連結
- 官方网站
- The Daily Beast Cheat Sheet （页面存档备份，存于）
- 每日野獸的Facebook專頁
- 每日野獸的X（前Twitter）